# La Estancia, San Marcos
La Estancia är en ort i Mexiko.   Den ligger i kommunen San Marcos och delstaten Guerrero, i den södra delen av landet, 300 km söder om huvudstaden Mexico City. La Estancia ligger 68 meter över havet och antalet invånare är 157.
Terrängen runt La Estancia är lite kuperad, och sluttar söderut. Runt La Estancia är det ganska glesbefolkat, med 34 invånare per kvadratkilometer. Närmaste större samhälle är San Marcos, 8,1 km öster om La Estancia. Omgivningarna runt La Estancia är en mosaik av jordbruksmark och naturlig växtlighet.